# A Day at the Races (Queen)

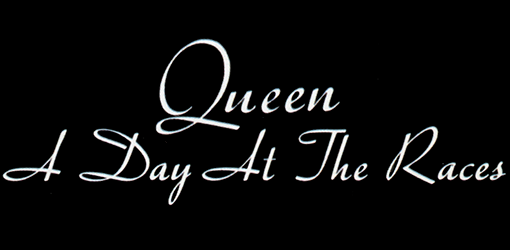
Albumhoes

A Day at the Races is een album uit 1976 van de Britse rockgroep Queen. Het is de vijfde elpee van de band en is de opvolger van de succesplaat A Night at the Opera. Net als het voorgaande album was de naam afgeleid van een film van de Marx Brothers.
Het album telt tien nummers, waarvan vier van de hand van Freddie Mercury, eenzelfde aantal van Brian May en ook Roger Taylor en John Deacon hebben ieder een nummer geschreven. Het album begint met "Tie Your Mother Down" en een intro door May. Dit nummer is nog steeds geliefd bij de concerten. Het bekendste nummer is de hit "Somebody to Love". Dit nummer werd later ook een hit in een samenwerking met George Michael. Verder verscheen ook "Good Old Fashioned Loverboy" als single, wat Queen onder meer bij Top of the Pops speelde. Het afsluitende nummer is deels in het Japans, een land waar Queen in de jaren 70 zeer geliefd was. Van dit album verscheen in 2011 de heruitgave 2011 Digital Remaster.

## Tracks
1. Tie Your Mother Down - (May) - (4:44) *
2. You Take My Breath Away - (Mercury) (5:09)
3. Long Away - (May) (3:33)
4. The Millionaire Waltz - (Mercury) (4:54)
5. You And I - (Deacon) (3:25)
6. Somebody to Love - (Mercury) (4:56) *
7. White Man - (May) (4:58)
8. Good Old-Fashioned Lover Boy - (Mercury) (2:53) *
9. Drowse - (Taylor) (3:43)
10. Teo Torriatte (Let Us Cling Together) - (May) (5:51) *

(*Singles)
Op de heruitvoering van deze LP in 1991 staan ook twee remixen van "Tie your mother Down" en "Somebody to Love".